# 塩田政繁
塩田 政繁（しおだ まさしげ）は、戦国時代から安土桃山時代にかけての武将。二階堂氏の家臣。

## 略歴
天文23年（1554年）、陸奥国岩瀬郡の戦国大名・二階堂氏の家臣である細桙城主・塩田重政の嫡男として誕生。
天正9年（1581年）に二階堂盛義が没した後、二階堂氏を指揮していた阿南の方が天正17年（1589年）に甥の伊達政宗に敗れた際に出陣し、須賀川城落城後に自害したと言われる。一説には一族と石川郡に落ち延びたところを処刑されたとも言われる。
| スタブアイコン | サブスタブ | この項目は、まだ閲覧者の調べものの参照としては役立たない、人物に関連した書きかけの項目です。この項目を加筆・訂正などしてくださる協力者を求めています（P:人物伝/PJ:人物伝）。 |